# Pedicularis cornigera
Pedicularis cornigera är en snyltrotsväxtart som beskrevs av T. Yamazaki. Pedicularis cornigera ingår i släktet spiror, och familjen snyltrotsväxter. Inga underarter finns listade i Catalogue of Life.